# Ishibashi Tanzan

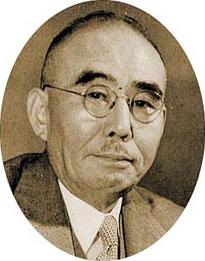
Ishibashi 1951

Ishibashi Tanzan (japanisch 石橋 湛山; * 25. September 1884 in Azabu (heute: Minato), Präfektur Tokio als Sugita Seizō (杉田 省三); † 25. April 1973) war ein japanischer Politiker der Liberaldemokratischen Partei. Er war von 23. Dezember 1956 bis 25. Februar 1957 der 36. Premierminister Japans.  Von 1952 bis 1968 war er Präsident der Risshō-Universität.

## Leben
Ishibashi war der älteste Sohn von Sugita Nippu, einem Priester der Nichiren-shū. Seine Mutter Kin war die zweite Tochter von Ishibashi Tōzaemon. Die Ishibashi-Familie war eine bedeutende Familie des Nichiren-Buddhismus. Der Name Tanzan ist ein Mönchsname, sein profaner Name war Seizō.
Ishibashi studierte an der Waseda-Universität. Anschließend arbeitete er als Journalist für die Yokohama Mainichi Shimbun (ohne Verbindung zur heutigen Mainichi Shimbun). Nach seinem Militärdienst kam er zur Tōyō Keizai Shimbun, wo er während des Zweiten Weltkrieges zum Chefredakteur und leitenden Direktor aufstieg. Er war ein Gegner der japanischen Teilnahme am Ersten Weltkrieg, lehnte die Einundzwanzig Forderungen an China ab und gehörte später zu den wenigen sogenannten „kleinjapanischen“ Liberalen, die nicht nur die Expansionspolitik in China („Tanaka-Diplomatie“) ablehnten, sondern auch auf die bereits bestehenden Kolonien verzichten und sich auf innere wirtschaftliche Entwicklung und internationalen Handel konzentrieren wollten. Wie die meisten Liberalen machte er in den 1930er Jahren politische Zugeständnisse an die Militaristen: Zwar lehnte er die Schaffung des Marionettenstaates Mandschukuo ab, unterstützte nun aber die Forderung nach Handels- und Investitionsvorrechten für das Kaiserreich in China. Nach dem Pazifikkrieg gehörte Ishibashi zunächst zu den Anhängern Yoshida Shigerus, die sich ganz auf die militärische und wirtschaftliche Unterstützung durch die Vereinigten Staaten verlassen wollten und wie die politische Linke, wenn auch aus anderen Motiven, eine umfangreiche Wiederbewaffnung ablehnten. Bald schloss sich Ishibashi aber der revisionistischen außenpolitischen Strömung um Ashida Hitoshi, Hatoyama Ichirō und Kishi Nobusuke an, die den Artikel 9 der Nachkriegsverfassung ändern, die Waffenindustrie vor dem Hintergrund des Koreakriegs für den wirtschaftlichen Wiederaufbau nutzen und eine rasche Wiederbewaffnung durchsetzen wollten.

## Eintritt in die Politik
Nach dem Krieg wurde Ishibashi von der Sozialistischen Partei Japans (SPJ) umworben; er trat aber als Kandidat der Liberalen Partei bei der Shūgiin-Wahl 1946 an, wurde jedoch nicht gewählt. Dennoch berief ihn Premierminister Yoshida Shigeru als Finanzminister in sein Kabinett. Bei der Neuwahl ein Jahr später wurde er schließlich für den 2. Wahlkreis Shizuoka gewählt. Noch im Mai desselben Jahres wurde Ishibashi bei der Säuberung durch die Besatzungsbehörden von politischen Ämtern ausgeschlossen. 1951 wurde das Verbot aufgehoben, er kehrte in die Liberale Partei zurück und blieb bis 1963 Abgeordneter.
Als Anhänger Hatoyama Ichirōs beteiligte sich Ishibashi 1954 an der Gründung der Demokratischen Partei Japans. Nach der Konservativen Fusion aus Liberaler und Demokratischer Partei zur Liberaldemokratischen Partei 1955 gehörte Ishibashi zu den Führungspolitikern der Partei und war Vorsitzender einer eigenen Faktion, des Kayōkai („Dienstagsversammlung“). Von 1954 bis 1956 war er Wirtschaftsminister unter Premierminister Hatoyama.

## Premierminister
Nach dem Rückzug Hatoyamas wurde Ishibashi am 14. Dezember 1956 mit 258 zu 251 Stimmen gegen Kishi Nobusuke zum Parteivorsitzenden gewählt. Als Premierminister setzte er sich wie sein Vorgänger für eine Verbesserung der Beziehungen zur Sowjetunion ein, sprach sich aber auch für eine Aufnahme von Beziehungen zur Volksrepublik China aus. Nur zwei Monate nach Amtsantritt erlitt er einen Schlaganfall, trat als Parteivorsitzender und Premierminister zurück und wurde von Kishi abgelöst.
Nach seiner Erholung blieb Ishibashi ein Fürsprecher von Verbesserungen der Beziehungen zur Volksrepublik China, 1959 besuchte er das Land und führte Gespräche mit Premierminister Zhou Enlai.